# 조연호 (2010년)
조연호(2010년 8월 19일 ~ )는 대한민국의 배우이다.

## 출연

### 방송

#### 드라마
- 2014년 SBS 《비밀의 문: 의궤 살인 사건》 - 어린 이선 역 (이제훈 아역)
- 2014년 KBS 2TV 《달콤한 비밀》
- 2015년 MBC 《여자를 울려》 - 정수 동생 역 (3회, 7회)
- 2015년 SBS 《어머님은 내 며느리》 - 종수 역 (91회)
- 2016년 SBS 《딴따라》 - 나찬희 역
- 2016년 SBS 《미녀 공심이》 - 어린 석준표 역 (남궁민 아역)
- 2016년 MBC 《행복을 주는 사람》 - 임하윤 역
- 2017년 KBS 2TV 《쌈 마이웨이》 - 어린 고동만 역 (박서준 아역)
- 2017년 MBC 《보그맘》 - 최율 역
- 2018년 KBS 2TV 《러블리 호러블리》 - 어린 이성중 역 (이기광 아역)
- 2019년 KBS 2TV 《왼손잡이 아내》 - 어린 이수호 / 박수호 역 (김진우 아역)
- 2019년 KBS 2TV 《태양의 계절》 - 최지민 / 김지민 역
- 2020년 OCN 《써치》 - 권 일병 역
- 2021년 TVN 《마우스》- 어린 고무원 역 (김영재 아역)
- 2021년 JTBC《설강화》-어린 임수호 역（정해인 아역）
- 2022년 TV조선 《빨간풍선》 - 지운 역
- 2023년 ENA《딜리버리 맨!》-어린 도규진 역（김민석 아역）
- 2023년 KBS 2TV《어쩌다 마주친, 그대》-어린 백희섭역（이원정 아역）

### 영화
- 2014년 《국제시장》 - 4세 윤승규 역
- 2014년 《굿바이 싱글》 - 평구 둘째 역
- 2016년 《위대한 유산 (단편)》 - 어린 준석 역
- 2023년 《옥수역 귀신》 - 어린 태호 역

## 수상 및 후보
| 연도 | 시상식       | 부문              | 작품             | 결과 |
| ---- | ------------ | ----------------- | ---------------- | ---- |
| 2017 | MBC 연기대상 | 아역상            | 행복을 주는 사람 | 후보 |
| 2017 | KBS 연기대상 | 남자 청소년연기상 | 쌈 마이웨이      | 후보 |